# 일반 모드
화학 및 물리학에서 일반 모드는 체계의 모든 부분이 동일한 주파수와 고정 된 위상 관계로 사인파로 이동하는 모션 방식이다. 일반 모드로 설명되는 자유 모션은 고정 주파수에서 발생한다. 체계의 일반 모드에서 발생하는 이러한 고정 주파수는 고유 주파수 또는 공진 주파수로 알려져 있다. 건물, 교량 또는 분자와 같은 물리적 물체는 구조, 재료 및 경계 조건에 따라 달라지는 일련의 법선 모드와 고유 주파수를 가지고 있다. 선형 시스템의 가장 일반적인 동작은 법선 모드의 중첩이다. 모드는 독립적으로 이동할 수 있다는 점이며 즉 한 모드의 여기가 다른 모드의 움직임을 일으키지 않는다는 점에서 정상이다. 수학 용어로 법선 모드는 서로 직교한다.

## 같이 보기
- 화학
- 물리학